# Women’s Premier Ice Hockey League 1995/96
Die Saison 1995/96 war die 14. Austragung der höchsten englischen Fraueneishockeyliga, die British Women’s League. Die Ligadurchführung erfolgte durch die English Ice Hockey Association, den englischen Verband unter dem Dach des britischen Eishockeyverbandes Ice Hockey UK. Der Sieger erhielt den Chairman’s Cup.

## Modus
Es fand eine Einfachrunde aller Mannschaften mit Hin- und Rückspiel statt. Ob es wie in allen Jahren zuvor und danach eine Finalrunde (Final Four) gab, ist unbekannt.

## Hauptrunde
| Platz | Mannschaft               | Spiele | S  | U | N  | Tore   | Punkte |
| ----- | ------------------------ | ------ | -- | - | -- | ------ | ------ |
| 1.    | Sunderland Scorpions     | 14     | 13 | 1 | 0  | 103:22 | 27     |
| 2.    | Bracknell Queen Bees (M) | 14     | 12 | 1 | 1  | 70:16  | 25     |
| 3.    | Slough Phantoms          | 14     | 9  | 0 | 5  | 70:40  | 18     |
| 4.    | Telford Wrekin Raiders   | 14     | 6  | 1 | 7  | 35:45  | 13     |
| 5.    | Nottingham Vipers        | 14     | 5  | 1 | 8  | 39:57  | 11     |
| 6.    | Guilford Lightning       | 14     | 4  | 2 | 8  | 41:52  | 10     |
| 7.    | Swindon Topcats          | 14     | 3  | 1 | 10 | 34:89  | 7      |
| 8.    | Sheffield Shadows (N)    | 14     | 0  | 1 | 13 | 13:84  | 1      |

### Beste Scorerinnen
| Spieler          | Mannschaft                             | Spiele | Tore | Assists | Punkte | Straf- minuten |
| ---------------- | -------------------------------------- | ------ | ---- | ------- | ------ | -------------- |
| Louise Wheeler   | Slough Phantoms                        | 14     | 30   | 12      | 42     | 12             |
| Lynsey Emmerson  | Sunderland Scorpions                   | 14     | 28   | 10      | 38     | 12             |
| Michelle Smith   | Sheffield Shadows Sunderland Scorpions | 14     | 27   | 9       | 36     | 10             |
| Nicola Pattinson | Sunderland Scorpions                   | 14     | 14   | 16      | 30     | 14             |
| Kim Strongman    | Bracknell Queen Bees                   | 14     | 16   | 9       | 25     | 12             |
| Teresa Lewis     | Sunderland Scorpions                   | 13     | 12   | 11      | 231    | 0              |
| Fiona King       | Guilford Lightning                     | 12     | 16   | 6       | 221    | 2              |
| Claire Pannell   | Bracknell Queen Bees                   | 14     | 10   | 11      | 21     | 14             |
| Anne McLean      | Telford Wrekin Raiders                 | 14     | 13   | 6       | 19     | 6              |
| Elaine Whitney   | Telford Wrekin Raiders                 | 12     | 11   | 7       | 18     | 22             |

Anm.: 1 Additionsfehler in der Quelle

### Beste Torhüterinnen
| Spieler     | Mannschaft           | Sp | Min | SaT | GT | GTS  |
| ----------- | -------------------- | -- | --- | --- | -- | ---- |
| Karen Hare  | Bracknell Queen Bees | 7  | 315 | 110 | 8  | 1,14 |
| P. Anderson | Bracknell Queen Bees | 7  | 315 | 101 | 8  | 1,14 |
| T. Maycock  | Sunderland Scorpions | 12 | 540 | 176 | 18 | 1,50 |

## Division 1
Die Women’s National Ice Hockey League ist nach der Premier League die zweite Stufe der englischen Fraueneishockeyliga. In ihr ist die Division 1 die höchste Klasse. Sie ist in zwei regionale Gruppen gegliedert.
| North | North                | North  | North | North  | North    | North | North | North  |
| ----- | -------------------- | ------ | ----- | ------ | -------- | ----- | ----- | ------ |
| Platz | Mannschaft           | Spiele | Siege | Unent. | Niederl. | SM    | Tore  | Punkte |
| 1.    | Solihull Vixens      | 10     |       |        |          |       | –:–   |        |
| 2.    | Sheffield Shadows    | 10     |       |        |          |       | –:–   |        |
| 3.    | Humberside Diamonds  | 10     |       |        |          |       | –:–   |        |
| 4.    | Milton Keynes Flames | 10     |       |        |          |       | –:–   |        |
| 5.    | Whitley Bay Squaws   | 10     |       |        |          |       | –:–   |        |
| 6.    | Billingham Flames    | 10     |       |        |          |       | –:–   |        |

| South | South                       | South  | South | South  | South    | South | South | South  |
| ----- | --------------------------- | ------ | ----- | ------ | -------- | ----- | ----- | ------ |
| Platz | Mannschaft                  | Spiele | Siege | Unent. | Niederl. | SM    | Tore  | Punkte |
| 1.    | Chelmsford Cobras           | 10     |       |        |          |       | –:–   |        |
| 2.    | Oxford Zodiacs              | 10     |       |        |          |       | –:–   |        |
| 3.    | Cardiff Tiger Bat Tornadoes | 10     |       |        |          |       | –:–   |        |
| 4.    | Romford Nighthawks          | 10     |       |        |          |       | –:–   |        |
| 5.    | Basingstoke Panthers        | 10     |       |        |          |       | –:–   |        |
| 6.    | Medway Grizzly Bears        | 10     |       |        |          |       | –:–   |        |

Finalrunde
In einem Finalturnier wurde unter den jeweils beiden Besten der beiden Gruppen um den Gesamtsieg in der Division 1 gespielt. Der Sieger spielte in einer Relegation gegen den Letzten der Premier League um die Qualifikation für die höchste Liga in der nächsten Saison.

## Conference League
Die Conference League ermöglichte es Reservemannschaften oder Vertretungen geringerer Spielstärke untereinander anzutreten.
| Nottingham Vipers      |
| Sheffield Shadows      |
| Telford Wrekin Raiders |
| Humberside Diamonds    |
| Milton Keynes Flames   |
| Solihull Vixens        |

| Guildford Lightning         |
| Slough Phantoms             |
| Bracknell Queen Bees        |
| Chelmsford Cobras           |
| Cardiff Tiger Bay Tornadoes |
| Oxford Zodiacs              |